# Ньяла
Нья́ла (лат. Tragelaphus angasii) — африканская антилопа из группы винторогих антилоп. Видовой эпитет дан в честь английского натуралиста Джорджа Френча Ангаса (1822—1886). Для отличия от горной ньялы (Tragelaphus buxtoni) её иногда называют также равнинной ньялой. Само название ньяла происходит из языка суахили.

## Внешний вид
Этот вид антилоп достигает длины 140 см и высоты в холке 110 см. Масса составляет от 55 до 125 кг, причём самцы значительно тяжелее самок. Кроме того, различить оба пола можно прежде всего по окраске шерсти. Намного более крупные самцы окрашены в серый цвет и носят завинченные рога с белыми кончиками. Самки и молодняк безрогие, их окраска скорее красновато-коричневая. У всех особей на боках имеется до 18 тонких белых вертикальных полосок. У самцов, помимо всего, есть длинная стоячая грива, покрывающая позвоночник, а также висящие от горла вдоль всей нижней стороны тела клоки шерсти. Пушистый хвост у обоих полов снизу белый.

## Распространение
Ньялы обитают в Мозамбике, Зимбабве и на крайнем северо-востоке ЮАР. Кроме того, они были завезены в национальные парки Ботсваны и ЮАР, в которых они ранее не встречались. Они предпочитают передвигаться в густых зарослях вблизи водоёмов.

## Поведение
В то время как самки и молодняк образуют небольшие стада, самцы живут поодиночке. Ньялы питаются главным образом листвой, однако время от времени поедают также траву.

## Размножение
После беременности, длящейся более 7 месяцев, самка рождает одного детеныша. Продолжительность жизни ньялы составляет максимум 16 лет.